# Laguna Santa Catalina
La Laguna Santa Catalina fue una laguna ubicada en el partido de Lomas de Zamora, en la ciudad de Lomas de Zamora en límite con Luis Guillón y Llavallol, en la zona sur del Gran Buenos Aires (Argentina). 
Se ubicaba en 34°46′19″S 58°27′30″O / -34.77194, -58.45833. Las medidas eran aproximadamente: 500 m x 1000 m Se encontraba detrás de los edificios de la Universidad Nacional de Lomas de Zamora, a metros de la Ruta Provincial 4.
Eran 65 hectáreas y el terreno albergaba varias especies migratorias y tenía una amplia variedad de ambientes.